# Bruce Harwood
Bruce Harwood (North Vancouver, 29 aprile 1963) è un attore canadese.
È principalmente noto per il ruolo di John Fitzgerald Byers, uno dei tre Pistoleri Solitari nella serie TV X-Files. Ha interpretato il ruolo di Byers anche nella serie spin-off The Lone Gunmen, andata in onda per 13 episodi nel 2001.
Ha inoltre interpretato ruoli molto simili a quello di Byers, come ad esempio nella serie MacGyver e nella serie The Outer Limits nei panni di uno scienziato del governo e teorico delle cospirazioni. È uno dei membri fondatori del Bard on the Beach, un festival estivo shakespeariano di Vancouver. Ha inoltre recitato nel film del 1988 Earth Star Voyager.

## Filmografia parziale

### Televisione
- X-Files – serie TV, 37 episodi (1994-2016) - John Fitzgerald Byers
- Stargate SG-1 – serie TV, episodio 6x04 (2002)
- Supernatural - serie TV, episodio 5x05 (2009)
- Motive - serie TV, episodio 2x12 (2014)
- Psych - serie TV, episodio 8x07 (2014)
- The Flash - serie TV, episodio 1x04 (2014)
- Una strana storia di Natale, regia di Ron Oliver (2016) - film TV
- iZombie - serie TV, episodio 3x09 (2017)
- Batwoman - serie TV, episodio 1x20 (2020)

## Doppiatori italiani
Nelle versioni in italiano delle opere in cui ha recitato, Bruce Harwood è stato doppiato da:
- Giorgio Locuratolo in X-Files (ep. 2x08, 3x09, 3x16, 3x23, 4x15), The X-Files: The Game
- Enrico Pallini in X-Files (ep. 1x17)
- Paolo Maria Scalondro in X-Files (ep. 2x03 e 3x02)
- Luca Biagini in X-Files (ep. 2x18)
- Fabrizio Temperini in X-Files (ep. 4x07)
- Mauro Gravina in X-Files (ep. 5x01, 5x02, 5x03, st. 6-9)
- Oreste Baldini in X-Files (ep. 5x11, 5x20)
- Teo Bellia in Stargate SG-1
- Michele D'Anca in Smallville
- Domenico Strati in Supernatural
- Pierluigi Astore in Motive
- Luigi Scribani in Psych
- Ermanno Ribaudo in The Flash